# Lantame Ouadja
Lantame Sakibou Ouadja (ur. 28 sierpnia 1977 w Lomé) – togijski piłkarz występujący na pozycji pomocnika.

## Kariera
Swoją karierę Ouadja zaczynał w klubie Étoile Filante de Lomé. Po udanym sezonie Ouadja trafił do Maroka, a konkretniej do Club Africain. Spędził tam dwa sezony po czym po raz pierwszy trafił do Europy, gdzie przez trzy sezony występował w szwajcarskim Servette FC. Kolejnym przystankiem w jego karierze był chiński klub Chengdu Wuniu tam jednak występował. Po nie udanej przygodzie w Azji po raz kolejny trafił do Servette FC. W rundzie jesiennej sezonu 2001/02 występował w Étoile Carouge FC, a w rundzie wiosennej tego sezonu w FC Concordia Lausanne, po czym definitywnie wyjechał ze Szwajcarii. W sezonie 2002/03 występował w katarskim Al-Sadd. A w sezonie 2003/04 wraz z Wisła Kraków wywalczył mistrzostwo Polski. Następnie występował jeszcze w tunezyjskim US Monastir. W 2007 roku był piłkarzem indonezyjskiego PSM Makassar.